# Micheline Violin
Micheline Violin, né Premat le 8 décembre 1931 dans le 12e arrondissement de Paris, est une  parachutiste française résidant à Maubeuge.
Elle débute dans cette discipline en 1952 à Gisy-les-Nobles, âgée de 19 ans.
Alors qu'elle s'entraîne désormais dans la région lilloise depuis 1955 (à Lille-Bondues, centre dirigé par son futur époux Henri Violin), elle remporte la catégorie "chute" (ou catégorie "style", équivalente à la "voltige" actuelle) individuelle lors des 3es championnats du monde de parachutisme,  organisés à Moscou  en 1956 (les premiers à participation féminine autorisée). Son mariage (organisé par le magazine Science et vie) se déroule en première mondiale en chute libre non loin de Meaux en 1957. Elle participe également aux championnats mondiaux organisés à Sofia en 1960 (3e par équipes en catégorie précision d'atterrissage), et à quelques meetings internationaux (notamment en Tchécoslovaquie peu après son succès mondial, et à la triangulaire de Moscou encore en 1960 (1re du combiné)). Elle devient officiellement moniteur professionnel toujours en 1960.
En 1974, elle cesse les compétitions à l'âge de 42 ans, travaillant désormais à plein temps au ministère de la Jeunesse et des Sports. Blessée gravement à la colonne vertébrale et aux pieds lors d'un saut de démonstration en 1985 à Dunkerque (53 ans), elle cesse ses activités physiques de parachutisme, réussissant cependant son professorat en 1992. S'ensuivent cinq dernières années professionnelle de seule pédagogie.

## Référence
1. ↑  Archives en ligne de Paris, tables décennales des naissances 1923-1932, 12e arrondissement, vue 20/21